# Narges Rashidi
Pour les articles homonymes, voir Rashidi.
Narges Rashidi, née le 21 mars 1980 à Khorramabad, est une actrice germano-iranienne.

## Filmographie
- 2004 : Venussian Tabutasco
- 2005 : Æon Flux : la femme enceinte
- 2006 : Black Sheep de Jonathan King : la petite amie de Léo
- 2006 : Die Geschichte Mitteldeutschlands : l'épouse orientale du comte von Gleichen
- 2007 : Breathful : Fuss
- 2007 : A2Z
- 2007 : Asudem : la fille
- 2007 : Berlin, brigade criminelle : Nuran
- 2008 : Speed Racer de Lana et Lilly Wachowski : l'annonceur perse
- 2008 : Schimanski : Laura
- 2009 : Must Love Death : Isabel
- 2009 : Engel sucht Liebe : Ayse
- 2009 : Meeting Laura : Narges
- 2010 : NOS (auf dich) : Vina
- 2011 : My Prince. My King. : Fatima
- 2011 : Dating Lanzelot : Zibaa
- 2012 : Die Geisterfahrer : Faiza
- 2012 : Auf Herz und Nieren (de) : Aysun (5 épisodes)
- 2012 : Slave : l'infirmière
- 2012 : Un cas pour deux : Ayshe
- 2013 : Nachtschicht : Dalida Abdullah
- 2013 : Kokowääh 2 : la vendeuse
- 2015 : Sibel & Max : Elif
- 2015 : Von glücklichen Schafen : Elmas
- 2015 : Zum Sterben zu früh : Dalida Medjoub
- 2014-2015 : Löwenzahn : Banu (4 épisodes)
- 2016 : Under the Shadow de Babak Anvari : Shideh
- 2016-2017 : Die Spezialisten – Im Namen der Opfer (de) : Samira Vaziri (19 épisodes)
- 2017 : Tigermilch : Noura Bashir
- 2017 : Zum Sterben zu früh II - Reich oder tot : Dalida Medjoub
- 2017 : The Girlfriend Experience : Darya Esford (5 épisodes)
- 2019 : Hanna : Sima (1 épisode)
- 2020 : Gangs of London : Lale